# 国家进出口商品检验局
国家进出口商品检验局（简称国家商检局）是中华人民共和国国务院曾经设立的一个国家局。

## 历史
1949年11月，中央人民政府贸易部国外贸易司商检处成立，负责进出口货物的检验工作。根据中央统制对外贸易的政策，接管了旧商检局，取缔了中外私营公证行，建立了独立自主的商检机构。在天津、上海、广州、青岛、汉口、重庆等主要口岸接管了国民政府工商部的旧商检局。1950年3月，中央贸易部在北京召开首届全国商检工作会议，各商检局受中央贸易部与各大行政区贸易部双重领导，以中央贸易部领导为主。
1952年设立中央外贸部商品检验总局。直属大连商检局、哈尔滨商检局、上海商检局、集宁商检局、广州商检局等。
1961年1月1日起实行商检体制下放，接受地方外贸局（厅）领导为主。1964年2月，国务院决定将动植物检疫从外贸部划归农业部领导。1969年各省、地商检机构并入所在地的外贸公司。
1972年针对出口商品质量下降，客户反响强烈问题，1972年11月，国务院决定开始恢复商检机构。1973年2月，各省的商品检验局恢复原来名称，受国家外贸部商品检验局与所在省外贸局双重领导。国家计委和外贸部联合召开中央各部委和省、市、自治区计委、外贸局、商检局参加的进口物资检验工作会议，国务院批转了这次会议的报告。
1980年2月，根据国务院《关于改革进出口商品检验管理体制的通知》（国发[1980]57号）文件，外贸部商品检验总局改为中华人民共和国进出口商品检验总局，副部级，统一管理全国进出口商品检验工作。从1980年12月1日起，各地商检局改为由总局和省级政府双重领导，以垂直领导为主的体制。当时29个省、市、自治区都设有商检局，共计5000多人。同年，中国进出口商品检验总公司和中国进出口商品检验研究所成立，与商检总局实行一套人马，三块牌子。1987年，商检总公司与原国家商检局财务脱钩，正式成为独立法人。
1982年10月更名为中华人民共和国国家进出口商品检验局，归口外经贸部管理。1988年8月13日《国务院关于国务院机构设置的通知》中明确：国家进出口商品检验局是司局级的部委归口管理的国家局，由对外经济贸易部归口管理。
根据第八届全国人民代表大会第一次会议批准的国务院机构改革方案和《国务院关于部委管理的国家局设置及有关问题的通知》（国发〔1993〕26号）的规定，国家进出口商品检验局为对外贸易经济合作部管理的国家局（副部级）。
1998年3月29日，进出口商品检验、进出境动植物检疫、国境卫生检疫“三检合一”，合并为国家出入境检验检疫局，副部级，由海关总署管理。此时全国商检机构502个，共计18000余人。
2001年4月10日，国家质量技术监督局与国家出入境检验检疫局合并，组建国家质量监督检验检疫总局。2018年3月，国家质量监督检验检疫总局撤销，其出入境检验检疫管理职责和队伍划入海关总署，内设商品检验司，职责是：拟订进出口商品法定检验和监督管理的工作制度；承担进口商品安全风险评估、风险预警和快速反应工作；承担国家实行许可制度的进口商品验证工作；监督管理法定检验商品的数量、重量鉴定；依据多双边协议承担出口商品检验相关工作。

## 领导
- 局长：张化东
- 副局长：孟晓苏
- 顾问：蔡无忌

## 内设机构
国家商检局机关行政编制为145名。其中，局长1名，副局长4名；正副司长23名（含局总工程师1名、机关党委专职副书记1名）。纪检、监察、审计等派驻机构和后勤、老干部服务机构及编制，按有关规定另行核定。
- 办公室（同时挂“外事办公室”牌子）
- 政策法规司
- 监管认证司
- 检验科技司
- 检务鉴定司
- 人事教育司
- 计划财务司
- 机关党委（同时挂思想政治工作办公室牌子）